# Mellicta mariae
Mellicta mariae är en fjärilsart som beskrevs av Sabariego. Mellicta mariae ingår i släktet Mellicta och familjen praktfjärilar. Inga underarter finns listade i Catalogue of Life.